# ARB BDhe 4/4 15, 21–22
BDhe 4/4 sind Zahnrad-Triebwagen. In dem Jahr 1982 stellte die Arth-Rigi-Bahn (ARB) einen Triebwagen mit der Nummer 15 in Betrieb. Im Jahr 1986 erhielt die Vitznau-Rigi-Bahn (VRB) zwei baugleiche Fahrzeuge 21–22. Alle drei Fahrzeuge sind heute im Besitz der Rigi-Bahnen (RB) und werden für den fahrplanmässigen Verkehr verwendet.

## Geschichte
1978 erteilte die Arth-Rigi-Bahn der SLM und der BBC den Auftrag für den Bau einer neuen Komposition bestehend aus dem Triebwagen BDhe 4/4 15 und dem Steuerwagen Bt 25. Der Triebwagen entsprach ziemlich genau den BDhe 2/4 11–14, jedoch wurden neue Vorschriften berücksichtigt. Ebenso wurden Neuentwicklungen im Wagenbau übernommen. Zudem wurde der Triebwagen mit vier Motoren ausgestattet und erhielt Übersetz- statt Senkfenster. Die Seitenwände waren neu gesickt.
Nachdem die vier Motorwagen Bhe 2/4 1-4 und der BDhe 4/4 5 sowie die He 2/2 18 den steigenden Besucherzahlen nicht mehr genügten, beschlossen der Verwaltungsrat der VRB die Beschaffung von zwei Pendelzügen, baugleich mit dem ARB BDhe 4/4 15. Bevor die neuen Züge für die VRB abgeliefert werden konnten, musste die Drehscheibe in Vitznau vergrössert werden. Ebenso wurde entlang des Depots ein 10. Abstellgleis erstellt, nachdem die Uferpartie erweitert wurde. Die neuen Züge wurden bei der ARB in Arth–Goldau montiert, das Personal der VRB wurde auf dem baugleichen Zug der ARB geschult, bevor die beiden Züge in Betrieb genommen wurden. Am 21. Juni 1986 konnten die beiden neuen Pendelzüge anlässlich des 115. Geburtstags der VRB feierlich eingeweiht werden.
Die Züge der VRB unterscheiden sich in der Gestaltung des Passagierraums und durch einige Anpassungen an das Betriebskonzepts für den Einmannbetrieb gegenüber dem Zug der ARB. Der VRB BDhe 4/4 21 verfügt analog zum ARB BDhe 4/4 15 über runde Scheinwerfer auf der Frontpartie, der BDhe 4/4 22 jedoch über eckige. Dies ist der einzige Unterschied zwischen den beiden Kompositionen.
Durch die Fusion der VRB mit der ARB zur Rigi-Bahn gelangten die Kompositionen in Besitz des neuen Unternehmens.

## Einsatzmöglichkeiten
Die Motorwagen werden hauptsächlich mit den dazugehörigen Steuerwagen eingesetzt. Jedoch können sowohl an Steuer- als auch an Motorwagen auch Güterwagen angekoppelt werden, für schwere Einsätze kommen die Motorwagen alleine zum Einsatz. Aufgrund der Leistung und der maximalen Vorstelllast können den Motorwagen maximal zwei Vorstellwagen vorgestellt werden. Mit einer Adaptionskupplung können auch die historischen Vorstellwagen von den Motorwagen geschoben werden. Dank der Analogie können die Züge vom ARB- und VRB-Personal bedient werden, was den frequenzbedingten Austausch von Rollmaterial und Personal erleichtert.
Im Winter werden jeweils an den Seitenwänden der Trieb- und Steuerwagen Halterungen angebracht, damit die Ski aussen am Fahrzeug verstaut werden können.

## Technisches
Die zweiachsigen Drehgestelle mit den Motoren und den Bremsen sind jeweils auf beiden Achsen angetrieben. Die Buchstabenfolge «he» bedeutet, dass es sich um ein reines elektrisches Zahnradfahrzeug handelt.

## Farbgebung

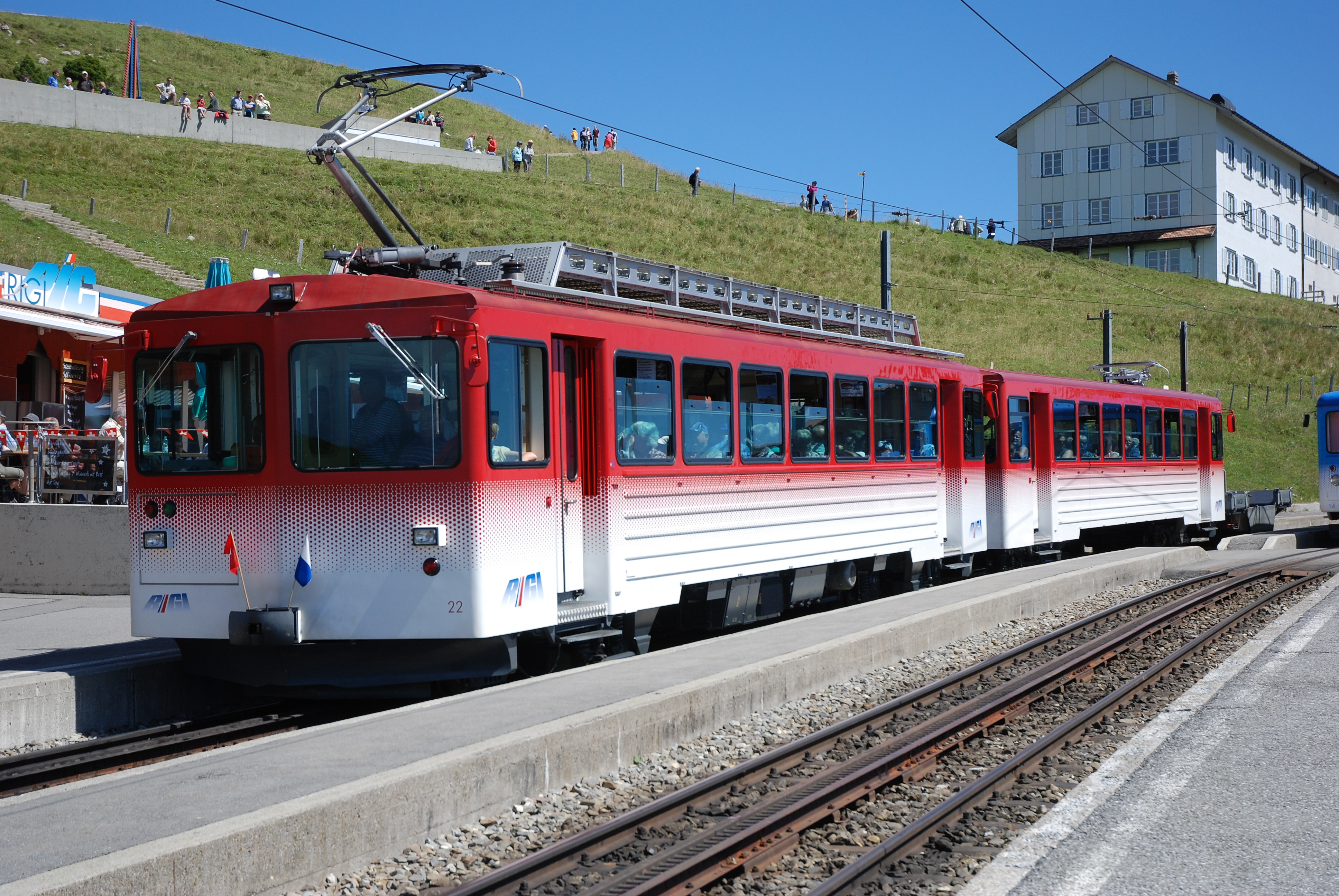
RB BDhe 4/4 22 in der neuen Farbgebung.

Die ursprüngliche Farbgebung bei der ARB war weiss im Fensterbereich und blau im unteren Bereich. Später wurde die Farbgebung angepasst, neu war der Fensterbereich hellblau, gegen den Wagenboden weiss mit auslaufenden hellblauen Punkten.
Die beiden Züge der VRB wurden ursprünglich in rot mit einem schmalen rosaroten Band über und einem breiten rosaroten Band unter der Fensterpartie abgeliefert. Die Farbgebung wurde später analog des ARB–Triebwagens angepasst, die Hauptfarbe rot der VRB wurde beibehalten.
Man bezeichnet den neuen blauen Anstrich auch als Schneeflöckli-Anstrich, während der rote Anstrich als Beeri oder Erdbeeri bezeichnet wird.